# Lijst van rijksmonumenten in Ooltgensplaat
De plaats Ooltgensplaat telt 15 inschrijvingen in het rijksmonumentenregister. Hieronder een overzicht.
| Object | Oorspronkelijke functie?  | Bouwjaar                | Architect | Locatie           | Coördinaten?                  | Nr.?   | Afbeelding                                                                          |
| --- | ------------------------- | ----------------------- | --------- | ----------------- | ----------------------------- | ------ | ----------------------------------------------------------------------------------- |
| Raadhuis                                                                                                  | Bestuursgebouw en onderdl | 1617-1618               |           | Kaai 2            | 51° 40' 56" NB, 4° 21' 6" OL  | 31686  | Meer afbeeldingen                                                                   |
| Pand met schilddak en eenvoudige lijstgevel                                                               | Woonhuis                  | midden 19e eeuw         |           | Voorstraat 3      | 51° 40' 57" NB, 4° 21' 5" OL  | 31687  | Pand met schilddak en eenvoudige lijstgevel                                         |
| Pand met verdieping en hoog schilddak                                                                     | Gebouw                    | 17e of 18e eeuw         |           | Voorstraat 7      | 51° 40' 58" NB, 4° 21' 4" OL  | 31688  | Meer afbeeldingen                                                                   |
| Pand met hoog schilddak                                                                                   | Woonhuis                  | 17e of 18e eeuw         |           | Voorstraat 17     | 51° 40' 58" NB, 4° 21' 3" OL  | 31689  | Pand met hoog schilddak                                                             |
| Linker gedeelte van een breed herenhuis, bestaande uit acht vensterassen, met verdieping en schilddak     | Woonhuis                  | midden 19e eeuw         |           | Voorstraat 31     | 51° 40' 59" NB, 4° 21' 1" OL  | 31690  | Meer afbeeldingen                                                                   |
| Rechtergedeelte van een breed herenhuis, bestaande uit acht vensterassen, met verdieping en schilddak     | Woonhuis                  | midden 19e eeuw         |           | Voorstraat 33     | 51° 40' 59" NB, 4° 21' 0" OL  | 31691  | Meer afbeeldingen                                                                   |
| Pand met verdieping en hoog schilddak                                                                     | Woonhuis                  | 17e of 18e eeuw         |           | Voorstraat 35     | 51° 40' 59" NB, 4° 21' 0" OL  | 31692  | Pand met verdieping en hoog schilddak                                               |
| Hoekpand met verdieping schilddak                                                                         | Gebouw                    | 17e eeuw                |           | Voorstraat 2      | 51° 40' 58" NB, 4° 21' 6" OL  | 31693  | Meer afbeeldingen                                                                   |
| Pand met verdieping en schilddak, dat aan de achterzijde wordt afgesloten door een gepleisterde puntgevel | Gebouw                    | 17e eeuw                |           | Voorstraat 6      | 51° 40' 58" NB, 4° 21' 6" OL  | 31694  | Meer afbeeldingen                                                                   |
| Pand met verdieping en schilddak, waarop schoorsteen met smeedijzeren sierbekroning                       | Gebouw                    | waarschijnlijk 18e eeuw |           | Voorstraat 36     | 51° 40' 60" NB, 4° 21' 2" OL  | 31696  | Pand met verdieping en schilddak, waarop schoorsteen met smeedijzeren sierbekroning |
| Nederlands Hervormde Kerk                                                                                 | Kerk en kerkonderdeel     | 1847                    |           | Voorstraat 52     | 51° 41' 1" NB, 4° 20' 59" OL  | 31697  | Meer afbeeldingen                                                                   |
| Toren der Hervormde Kerk                                                                                  | Kerk en kerkonderdeel     | 1847                    |           | Voorstraat bij 52 | 51° 41' 1" NB, 4° 20' 59" OL  | 31698  | Meer afbeeldingen                                                                   |
| Naast de kerk het toegangshek tot het kerkhof met twee hardstenen hekpijlers,                             | Begraafplaats en -onderdl | midden 19e eeuw         |           | Voorstraat 52     | 51° 41' 1" NB, 4° 20' 59" OL  | 31699  | Meer afbeeldingen                                                                   |
| Fort Prins Frederik                                                                                       | Fort, vesting en -onderdl | kort na 1811            |           | Havendijk 16      | 51° 40' 50" NB, 4° 21' 43" OL | 31700  | Meer afbeeldingen                                                                   |
| Weeghuisje                                                                                                | Handel en kantoor         | ca. 1935                |           | Kaai              | 51° 40' 57" NB, 4° 21' 8" OL  | 521891 | Weeghuisje                                                                          |